# Vivisektio
Vivisektio és un grup de punk hardcore finlandès fundat a Äkäslompolo l'any 1983. La banda es va dissoldre el 1986 després de sols vuit concerts, però es va reactivar el 2008. Vivisektion va fer la seva primera gira europea el maig de 2012, actuant a Alemanya, República Txeca, Àustria i Polònia.

## Discografia

### Àlbums
- 1984 (2011, Roku Records, Höhnie Records, Bucho Discos)
- Naamiaiset (2012, Vietkong Tapes, Reset Not Equal Zero, Black Konflikt / Blood of War / Pure Minds Records)
- Systeemin uhri (2012, Rauha Turva Records)
- Totaalinen kaamos 1984 - 1986 (2017, Refoni)
- Uusi normaali (2022, Svart Records)

### EP
- Ydintalvi (2017, Black Wednesday Records, Bucho Discos, D.I.Y Kolo Records, Höhnie Records, Kämäset Levyt, Papagájuv Hlasatel Records, Roku Records, Vietkong Tapes)